# Среднеостровной
Среднеостровной — упразднённый посёлок в Зейском районе Амурской области России. Исключен из учётных данных в 1976 году.

## География
Посёлок располагался на так называемом острове Средний образован руслом реки Зея и протокой Сороковёрстной, на расстоянии примерно 3 километров (по прямой) к юго-востоку от села Овсянка.

## История
Посёлок возник в 1907 году. По данным на 1916 год посёлок Средне-Островное состоял из 13 дворов (население составляло 50 человек) и входил в состав Овсяновской волости 1-го стана Амурского уезда Амурской области.
По данным 1926 года в Среднем Острове имелось 7 хозяйств крестьянского типа и проживало 29 человек (16 мужчин и 13 женщин). В национальном составе населения преобладали украинцы. В административном отношении входил в состав Александровского сельсовета Зейского района Зейского округа Дальневосточного края.
В 1961 году населённый пункт Средне-Островная передан из Николаевского в состав Овсянковского сельсовета.
Решением Амурского исполкома от 18 мая 1976 года № 208, посёлок Среднеостровной исключён из учётных данных как фактически не существующий.